# Mileniul al II-lea
Conform caledarului gregorian, al doilea mileniu al omenirii, mileniul al II-lea, a început în anul 1001 și s-a sfârșit la sfârșitul anului 2000. Deși trecerea în mileniul următor a avut loc la 1 ianuarie 2001, în cele mai multe părți ale globului ea a fost sărbătorită în mod eronat cu un an prea devreme, la 1 ianuarie 2000.

## Evenimente
|                   | Africa | America                                                       | Asia | Europa | Oceania |
| ----------------- | --- | ------------------------------------------------------------- | --- | --- | ------- |
| Secolul al XI-lea | 1043 Eze Nri Ìfikuánim devine primul rege al Regatului Nri 1054 Dinastia musulmana din Algeria, Almoravida, este stabilită 1060 Imperiul Kanem se convertește la islam | 1000 Cahokia devine tribul reginal în cultura Mississippiană. | 1008 Romanul Genji monogatari este finisat 1005 Tratatul de la Shanyuan 1044 Rețeta prafului de pușcă este publicată | 1054 Marea Schismă prin care Biserica Ortodoxă se separă de Biserica Catolică 1066 Ducele Normandiei, William Cuceritorul, cucerește Anglia 1088 Prima universitate, cea de la Bologna, este fondată 1095 Prima Cruciadă; Antiohia si Ierusalimul sunt cucerite de forțele creștine |         |

## Oameni importanți
- Alexandru Ioan Cuza, pimul domnitor al Principatelor Unite și al statului național România.
- Carol I al României, primul rege al României.
- Ferdinand I al României, al doilea rege al României și Întemeietorul României Mari.
- Carol al II-lea, primul rege al României, născut în România și botezat în ritul ortodox.
- Mihai I, ultimul rege al României.
- Ginghis Han, cuceritor mongol.
- Mihai Viteazul, voievod român și primul conducător al României Unite.
- Galileo Galilei, om de știință.
- Isaac Newton, fizician.
- Aurel Vlaicu, Traian Vuia și Henri Coandă, pioneri ai aviației mondiale.
- Mihai Eminescu și Ion Creangă, scriitori români.
- Vladimir Lenin și Iosif Stalin, lideri sovietici.
- Adolf Hitler, dictator german.
- Nicolae Ceaușescu, dictator român.
- Albert Einstein, fizician.
- Mahomed al II-lea, sultan al Imperiului Otoman.

## Invenții, descoperiri
- Presa scrisă, televiziunea, radioul și computerul.
- Descoperirea genei și a ADN-ului.
- Teoria evoluției.
- Energie nucleară.
- Avionul.
- Călătoriile în Spațiu și prima expediție a omului pe Lună.
- Internetul.

## Secole
| Secolul XI | Secolul XII | Secolul XIII | Secolul XIV | Secolul XV | Secolul XVI | Secolul XVII | Secolul XVIII | Secolul XIX | Secolul XX |